# Albert Cornelis
Albert, ou Aelbrecht Cornelis est un peintre flamand actif à Bruges à partir de 1512 et mort en 1531.
Il est notamment l'auteur du panneau central du triptyque du Couronnement de la Vierge qui est toujours à l'église Saint-Jacques de Bruges (Sint-Jakobskerk).

## Éléments biographiques
En 1513, il est mentionné dans un acte juridique comme bourgeois résident à Bruges.
En 1515, il prend Pieter Verhaegt comme élève.
Il se marie avec Katheline de Gheselle qui lui donne un fils Klaas Cornelis vers 1517-1578. Ce dernier deviendra peintre et sera admis en 1542 comme fils de maître dans la guilde des peintres de Bruges.
De 1515 à 1530, il loue, pour vendre ses tableaux, des emplacements sur les marchés annuels de Bruges.
En 1517, il reçoit de la guilde des chapeliers la commande du panneau central du triptyque destiné à orner l'autel de l'église Saint-Jacques de Bruges. Ce travail donne lieu à un procès en 1519, le commanditaire s'étant plaint que le tableau n'avait pas été peint par le maître lui-même. Cependant, aux termes du contrat, seules les carnations devient être exécutées par Albert Cornelis. Le tableau fut livré en 1522.
Il meurt à Bruges en 1531.

## Peintures
● La puce verte signale les œuvres dont l'attribution n'est pas contestée.

Exemple : « Tableau d'Albert Cornelis ».

  ● La puce orange signale les œuvres dont l'attribution est, selon au moins une source, incertaine.

Exemple : « Tableau attribué à Albert Cornelis ».

  ● La puce rouge signale deux attributions possibles.

Exemple : « Tableau attribué à Albert Cornelis ou à Adriaen Isenbrant ».
Albert Cornelis
● Couronnement de la Vierge, huile sur panneau, partie centrale d'un triptyque, 175,8 x 188,8 cm, Sint-Jakobskerk, Bruges.
● Marie Madeleine dans un paysage, huile sur panneau de chêne, 41,4 × 32,2 cm, National Gallery, Londres, inv. NG2585 (fig. 1).
Albert Cornelis et collaborateurs
● Vierge à l'Enfant dans un paysage, huile sur panneau, tondo Ø 81,2 cm, National Gallery, Londres, inv. NG1864.
Atelier d'Albert Cornelis
● Vierge à l'Enfant avec sainte Anne, huile sur panneau de chêne, 40,9 × 30,8 cm, National Gallery, Londres, inv. NG1089.
Attribué à Albert Cornelis
● Portrait d'homme, huile sur panneau, 47 × 38 cm, Koninklijk Museum voor Schone Kunsten, Anvers, inv. 460.

## Problèmes d'attribution
| \| \| |
| 1. Marie Madeleine dans un paysage, huile sur panneau de chêne, 41,4 × 32,2 cm, The National Gallery, Londres, inv. NG2585. |
| |

La Marie Madeleine dans un paysage (fig. 1) est attribuée à Albert Cornelis par le musée où l'œuvre est conservée (cf. notice de la National Gallery), mais à Adriaen Isenbrant par Leo Van Puyvelde.
Ces deux artistes ont un style influencé par celui de Gérard David. En outre, alors qu'une seule peinture peut être attribuée avec certitude à Cornelis, aucune des œuvres d'Adriaen Isenbrant n'est signée ou authentifiée par des documents d'archives. Toutes les attributions de ce peintre découlent de l'identification d'Adriaen Isenbrant au Maître de Notre-Dame des sept douleurs proposée par G. Hulin de Loo, dans le catalogue critique de l'exposition de Bruges en 1902.  
La Vierge des sept douleurs, diptyque dont l'avers et l'envers du volet droit se trouvent toujours à l'église Notre-Dame (Onze-Lieve-Vrouwekerk) de Bruges, tandis que l'avers du volet gauche est conservé aux Musées royaux des Beaux-Arts de Belgique à Bruxelles (fig. 2), est donc l'œuvre de référence pour l'étude stylistique d'Adriaen Isenbrant et la constitution du corpus de ses œuvres. Si l'on accepte la proposition de Lorne Campbell  d'attribuer ce diptyque à Albert Cornelis, le corpus des œuvres précédemment attribuées à Adriaen Isenbrant devient en grande partie caduc.